# Centro Astronómico Aragonés
El Centro Astronómico Aragonés es un planetario y observatorio aragonés que busca el estudio del Universo y de los cuerpos celestes o astros. Se encuentra situado cerca de la ciudad de Huesca, en el Parque Tecnológico Walqa.
El Centro Astronómico Aragonés nació en 2012 con el objetivo de difundir el conocimiento de la ciencia y de la astronomía y ser una alternativa de ocio cultural.
Es además la sede de la Agrupación Astronómica de Huesca y de la Red de Agrupaciones de Aragón. 

## El edificio
El edificio tiene elementos tecnológicos que aprovechan energías renovables como la energía solar y la geotérmica. Cuenta con un planetario, un simulador 4D y dos aulas-talleres además de un observatorio astronómico. En el observatorio se encuentran dos telescopios especializados en observación solar y cielo profundo.